# Докозан
Докозан — органическое соединение, углеводород из класса алканов с формулой C22H46. Бесцветные кристаллы, нерастворимые в воде.

## Изомерия
Для докозана теоретически возможно 2 278 658 структурных изомеров.